# 安全鄰域
《安全鄰域》（英語：Better Watch Out）是一部2016年澳大利亞與美國合拍的心理恐怖片，由克里斯·佩科弗執導，扎克·卡恩和佩科弗擔任編劇。由奥利維亞·德容格、萊維·米勒和艾德·奥克森博爾德主演。
此電影的首映時間/地點是在2016年9月22日的奇幻電影節。並且於2017年10月6日由Well Go USA發行。

## 劇情
聖誕節那天，盧克·勒納的父母出門了，讓17歲的艾什莉照顧著正值青春期的12歲早熟男孩盧克，交代她記得讓盧克睡前吃安眠藥，因為他有夢遊症。這時，盧克對艾什利產生了一種難以言喻的浪漫感，於是在一起觀看恐怖片時嘗試引誘她，結果失敗。接著，屋外發出的怪聲怪事讓艾什利處於緊張狀態，但其實只是盧克最好的朋友加勒特來拜訪他而已。接下來，三人在樓上聽到窗子碎裂聲，上樓了發現一塊刻有“你離開你就死”字眼的磚塊。加勒特感到驚慌失措，衝出後門，卻被一個神秘的射手殺死。
艾什利和盧克大吃一驚，趕快跑上樓，躲在閣樓。艾什莉差點跌斷脖子，但盧克抓住了她。他們跑進盧克的房間並藏在他的衣櫥後，一個持著彈槍的蒙面入侵者走進來。不幸的，艾什利認出這是盧克的面具，並一把抓走入侵者的面具，露出了加勒特的臉。 艾什莉意識到盧克希望通過嚇她來引誘她，獲得她的芳心。艾什利氣極了，對盧克大吼，告訴他他是精神病，說他需要治療並企圖離開。在樓梯的上端時，盧克用槍打她，使她滾下樓梯，陷入昏迷。
盧克用膠帶把艾什利綁住，強迫她玩真心話大冒險。她受到了侮辱，也只好憋在心裡。不久，艾什利男友瑞奇在收到艾什利稍早時發來的短信後抵達了盧克的家。當瑞奇找不到艾什利時，他覺得不對勁。 盧克試圖敲昏他，但失敗了。將近掐死盧克後，加勒特用彈槍威脅瑞奇。最終盧克敲昏了瑞奇，他們把他綁在艾什莉身旁。
艾什悄悄用玻璃碎片讓自己解困，盧克模仿電影《小鬼當家》的場景，向加勒特展示如果用搖蕩著的油漆桶砸中某人的頭究竟會怎樣。加勒特阻止他，他卻讓他安靜，因為他有夢遊症是假的，其實是掩飾自己半夜出來幫加勒特偷錢。盧克便向瑞奇展示，但錯過了。艾什利獲得自由，並用槍威脅盧克。他趁機釋放了油漆桶，這一次擊中並殺死了瑞奇。艾什利意識到這把槍是空的，她趕緊往屋外的一隻歌頌隊逃去，盧克見狀，趕在她求救之前通過樓上窗子扔了她磚塊，將她再次擊倒。
盧克打電話給艾什利的前男友傑里米，聲稱她要傑里米寫道歉信。傑里米寫道歉信時，盧克將他吊在樹上，使道歉信看起來像是遺書。加勒特改變了主意，為艾什利解困，但被盧克用槍射殺死了。盧克刺傷艾什莉的脖子，並佈置好傑里米的現場。然後，他上床睡覺，等待與警方聯繫的父母回家。 艾什利倖免於難，因為她將膠帶當作是止血工具，固定在傷口以止血。盧克從臥室的窗戶注視著艾什利，艾什利送他一個手指，然後她被推入救護車。最後，盧克告訴母親，他對艾什利感到“擔憂”，想要去醫院探望她。

## 演員表
- 奧利維亞·德容格飾演艾什利
- 萊維·米勒飾演盧克·勒納
- 艾德·奧克森博爾德飾演加勒特
- 阿萊克斯·米基奇飾演瑞奇
- 戴克·蒙哥馬利飾演傑里米
- 派屈克·华博顿飾演羅伯特·勒納
- 維吉妮婭·馬德森飾演德安德拉·勒納

## 發行

### 家庭媒体
该电影于2017年12月5日由Well Go USA以DVD和蓝光光盘为形式发行。

## 迴響

### 评价
此电影在烂番茄新鲜度是89%，基于64条评论，平均分为6.92/10。评价是：“由具有魅力的年轻演员呈现的安全邻域，是一部极其恐怖的假日恐怖电影。”在Metacritic方面，基于13位评论家的评论，该电影获得100分中的67分，即代表“普遍好评”。